# Tim Sutherland
Timothy Lee „Tim“ Sutherland (* im 20. Jahrhundert) ist ein britischer Archäologe und Präsentator einer britischen Archäologie-Dokumentarfilmserie im Fernsehen, der sich auf Schlachtfeldarchäologie spezialisiert hat. Er ist Gründer und Koordinator des Conflict Archaeology International Research Network (CAIRN) und war Gastdozent (Visiting Lecturer) für Schlachtfeldarchäologie an der University of York.

## Leben und Werk
Sutherland konzentriert sich insbesondere auf mittelalterliche Schlachten und deren Schachtfelder, inkl. unmittelbar damit in Verbindung stehender Massengräber. So erforscht(e) er unter anderem (in chronologischer Reihenfolge der historischen Ereignisse) die:
- Schlacht bei Fulford, 1066
- Schlacht von Lewes, 1264, eine Schlacht aus dem Zweiten Krieg der Barone
- Schlacht von Visby, 1361, eine Schlacht aus dem Ersten Waldemarkrieg
- Schlacht von Azincourt, 1415, eine Schlacht aus dem Hundertjährigen Krieg
- Schlacht von Towton, 1461, eine Schlacht aus der Zeit der Rosenkriege
- Schlacht bei Dornach, 1499, eine Schlacht aus dem Schwabenkrieg
- Schlacht bei Lützen, 1632, eine Schlacht aus dem Dreißigjährigen Krieg
- Schlacht bei Waterloo, 1815, eine Schlacht der Koalitionskriege

Sutherland war Chef-Archäologe und Präsentator der britischen TV-Dokumentationsserie Medieval Dead (Tote des Mittelalters), die ab 2016 in mehreren Teilen im ZDF unter dem Titel Mysterien des Mittelalters lief.

## Veröffentlichungen
- Schriftenverzeichnis